# Lipnická bible
Lipnická bible je latinský biblický rukopis z první poloviny 15. století, jehož část byla dokončena v květnu 1421, pravděpodobně na hradě Lipnici nad Sázavou. V současnosti je součástí sbírek Muzea Bible (Museum of the Bible) v americkém Washingtonu.

## Historie rukopisu
Lipnická bible se již kvůli užitému pergamenu a zdobení iniciál řadí k nákladnějším středověkým rukopisům, byť nepatří k nejluxusnějším. Písařské práce započaly nejspíše v roce 1419 či nejpozději na jaře 1420 a paralelně byly na popsané textové složky iluminátorem doplňovány zdobené iniciály, které stylově odpovídají jiným biblím zhotoveným v Praze těsně před vypuknutím husitských válek. Zatímco písař v opisu bible pokračoval ještě v první polovině roku 1421, iluminátor rozdělané dílo opustil a již se k němu nevrátil. Je možné, že písař náhle odešel na odlehlejší místo, kam si s sebou odnesl i rozpracované pergamenové listy. Na závěr jedné z připojených pomůcek ke studiu bible písař uvedl, že ji dopsal "léta Páně 1421 v měsíci květnu v Lipnici". Třebaže existovalo hned několik lokalit toho jména, pravděpodobně se jednalo o nejvýznamnější z nich, Lipnici nad Sázavou, která byla opevněným poddanským městem, jemuž dominoval jeden z vůbec největších šlechtických hradů v Čechách. Tento hrad patřil nejvyššímu purkrabímu Čeňkovi z Vartenberka, který zde roku 1417 donutil biskupa Heřmana z Mindelheimu, aby vysvětil na kněze zastánce husitství.
Na konci opisu biblických knih je ve zlatém kolofónu uvedeno jméno jistého (odjinud neznámého) Matěje z Roudnice, pravděpodobného vlastníka kodexu, který byl v literatuře spojován s augustiniánskou kanonií v Roudnici nad Labem, i když pro to neexistují žádné doklady. Jelikož byl rukopis psán latinsky, obsahuje pomůcky studijního zaměření a z mnoha míst vyplývá, že měl sloužit jako opora v náboženské polemice, lze předpokládat, že první majitel byl zámožným klerikem či řeholníkem. Na původ kodexu v českojazyčném prostředí poukazuje také pět českých překladových glos na okrajích biblického textu a české názvy třinácti biblických knih zařazené do latinského obsahu bible. Ve zmíněném kolofónu je Lipnická bible charakterizována jako „štít víry, jímž bojují synové Boží, oko spravedlivých a pohoršení nevěřících". Poukazuje to na mimořádnou autoritu, kterou její majitel bibli přičítal.
Asi na začátku třicátých let 15. století Lipnická bible prošla další iluminátorskou úpravou. Tehdy vzniklo i jediné figurální vyobrazení v kodexu: iniciála uvozující knihu Genesis s Bohem stvořitelem. Ostatní iniciály jsou pouze ornamentální. Při poslední větší úpravě v polovině 15. století byly k Lipnické bibli připojeny další krátké texty na její začátek (několik dodatečných biblických předmluv, shrnutí obsahu biblických knih, verše k jejich lepšímu zapamatování, přehled překladatelů a vykladačů bible, výčty žalmů doporučené k modlitbě v určité dny nebo seznam hříchů a neřestí). Dodnes dochovaná vazba rukopisu pochází asi až z počátku 16. století. Osudy rukopisu lze přesněji sledovat teprve od první poloviny 20. století, kdy byl v majetku anglického sběratele Charlese Williama Dysona Perrinse. Na počátku 21. století pak byl zakoupen do sbírky Muzea Bible ve Spojených státech amerických.

## Výstava v Čechách v roce 2021
V roce 2021 byl její originál převezen do Česka a stal se hlavním exponátem výstavy o Lipnické bibli, pořádané od 27. června do 29. srpna na hradě Lipnici u příležitosti 600. výročí jejího vzniku. Spolek Za záchranu rodného domu Jana Zrzavého z nedaleké Okrouhlice, který tuto výstavu zorganizoval, zároveň vydal odbornou publikaci věnovanou tomuto rukopisu a okolnostem jeho vzniku. Pracoval na ni kolektiv autorů převážně z Filozofické fakulty Univerzity Karlovy. Tato publikace posléze získala ocenění Magnesia Litera 2022 v kategorii nakladatelský čin.
Od 1. do 15. září 2021 byla Lipnická bible vystavena spolu s jinými dobovými biblickými rukopisy ze sbírek Národní knihovny v Zrcadlové kapli pražského Klementina.